# Korsykanie
Korsykanie – rdzenna ludność Korsyki. Jest ich ok. 260 tysięcy. Ok. 80 tys. Korsykan mieszka w Boliwii, Kanadzie, Kubie, Portoryko, Urugwaju, USA, Wenezueli i we Włoszech.
Ich rodzimym językiem jest korsykański. W etnogenezie Korsykanów uczestniczyło wiele grup etnicznych. Zostali zromanizowani między III w. p.n.e. a I w. n.e. Są katolikami od końca starożytności. Na ich kulturę oddziaływały wpływy włoskie i francuskie. Ich tradycyjnymi zajęciami są: pasterstwo, rybołówstwo, uprawa zbóż. Rozwinęli turystykę i przemysł spożywczy. Korsykanie dążą do uzyskania autonomii i uznania ich za mniejszość narodową we Francji. Ich kultura ludowa ma wyraźne cechy śródziemnomorskie. Wyróżniamy piętrowe budownictwo kamienne, oryginalny folklor muzyczny, a zwłaszcza pieśni-płacze oraz zwyczaj wendety.